# Cazaux-Villecomtal
Cazaux-Villecomtal is een gemeente in het Franse departement Gers (regio Occitanie) en telt 88 inwoners (2009). De plaats maakt deel uit van het arrondissement Mirande.

## Geografie
De oppervlakte van Cazaux-Villecomtal bedraagt 4,1 km², de bevolkingsdichtheid is dus 21,5 inwoners per km².

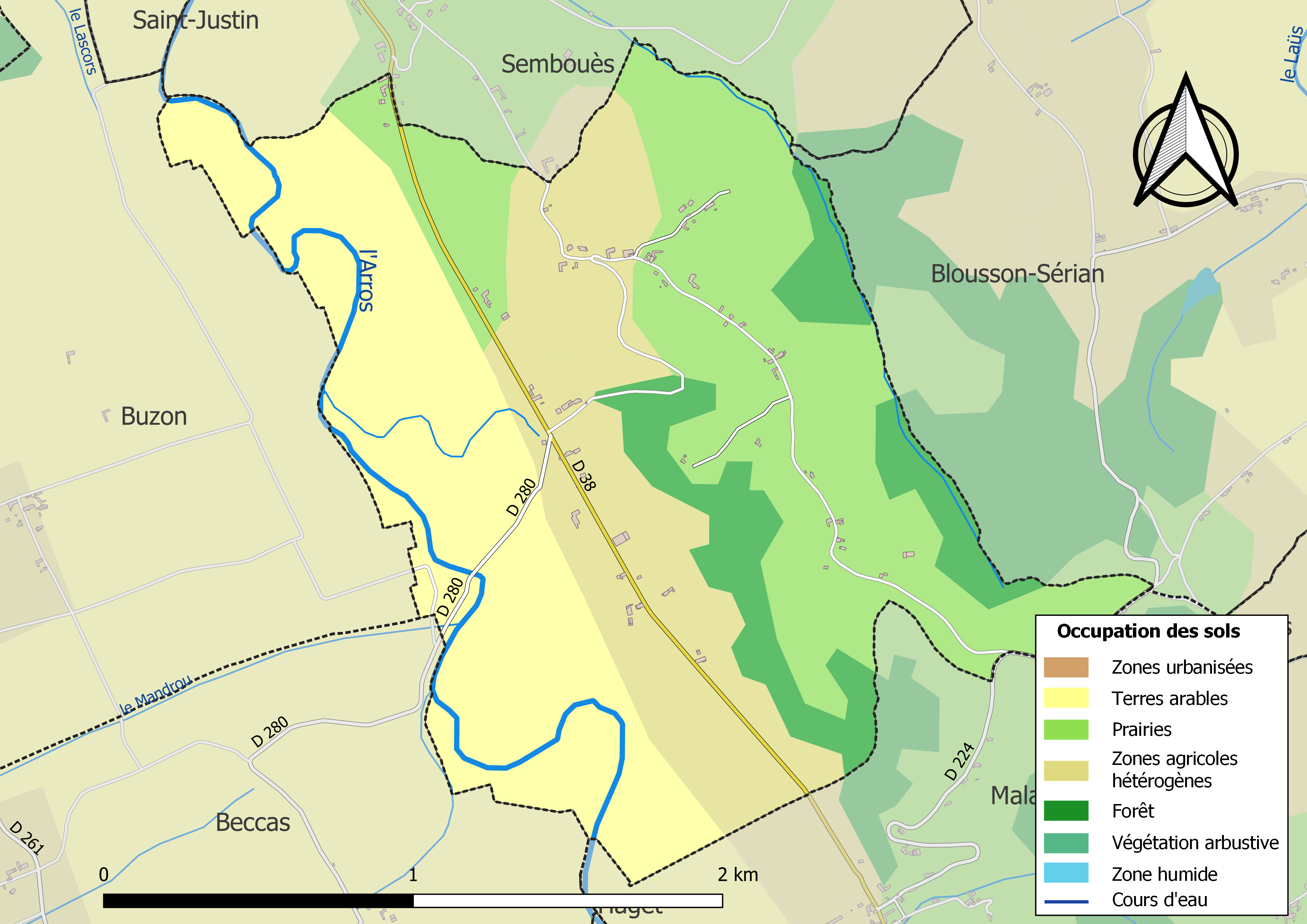
Kaart van de gemeente met belangrijkste infrastructuur, bodemgebruik en omliggende gemeenten

## Demografie
Onderstaande figuur toont het verloop van het inwonertal (bron: INSEE-tellingen).